# Antonio Vilar
Antonio Vilar, all'anagrafe Antonio Vilar Justiniano dos Santos (Lisbona, 31 ottobre 1912 – Madrid, 16 agosto 1995), è stato un attore portoghese.

## Biografia
Nato in Portogallo, si dedicò brevemente al giornalismo prima di lavorare nel cinema. Svolse diverse attività come truccatore, tecnico del suono e anche assistente alla regia. Nel 1931 gli venne affidato un piccolo ruolo nel film A Severa, primo film sonoro girato in Portogallo - ma solo a partire dal 1940 si dedicò esclusivamente alla recitazione.
Grazie ad alcuni film girati in Spagna, proseguì una carriera internazionale che lo portò a recitare in produzioni argentine, francesi e anche italiane. Lasciò le scene nel 1981 per ritirarsi a vita privata a Madrid, dove morì nel 1995.

## Filmografia parziale
- Don Pedro, il crudele (Inés de Castro), regia di José Letao De Barros (1945)
- Regina Santa (Reina santa), regia di Rafael Gil (1946)
- Gli avventurieri delle Indie (El duende y el rey), regia di Alessandro Perla (1948)
- Santo disonore, regia di Guido Brignone (1950)
- Il romanzo d'una donna perduta (Una mujer cualquiera), regia di Rafael Gil (1949)
- Tormento che uccide (Bel amour), regia di François Campaux (1950)
- Guarany, regia di Riccardo Freda (1950)
- Don Juan - la spada di Siviglia (Don Juan), regia di José Saenz de Heredia (1950)
- Il segreto di Cristoforo Colombo (Alba de America), regia di Juan de Orduña (1951)
- Desiderio d'amore (Le désir et l'amour), regia di Henri Decoin (1951)
- Il guida (El Judas), regia di Ignaciio F. Iquino (1952)
- Fuoco nel sangue (Fuego en la sangre), regia di Ignaciio F. Iquino (1953)
- La spada dei Montreal (Los hermanos corsos), regia di Leo Fleider (1954)
- Il vampiro di Santiago (La quintrala), regia di Hugo del Carril (1955)
- I dannati e l'inferno (Embajadores en el infierno) regia di José Maria Forqué (1956)
- Femmina (La Femme et le pantin) regia di Julien Duvivier (1958)
- Il padrone delle ferriere, regia di Anton Giulio Majano (1959)
- Il principe dei vichinghi (El principe encadenado) regia di Luis Lucia Ringarro (1960)
- La schiava di Bagdad (Shéhérazade) regia di Pierre Gaspard-Huit (1962)
- I suoi non lo riconobbero (The Sorrowful Mysteries), regia di Joseph Breen jr. (1969)
- Buon funerale amigos!... paga Sartana, regia di Anthony Ascott (1970)

## Doppiatori italiani
- Stefano Sibaldi in Il segreto di Cristoforo Colombo
- Giuseppe Rinaldi in Femmina
- Emilio Cigoli in Il padrone delle ferriere
- Nando Gazzolo in Buon funerale amigos!... paga Sartana